# تشاد ديرينغ
تشاد ديرينغ (بالإنجليزية: Chad Deering)‏ (مواليد 2 سبتمبر 1970) هو لاعب كرة قدم. يلعب مع منتخب الولايات المتحدة الأمريكية لكرة القدم. سبق له أن لعب في كأس العالم لكرة القدم مع منتخب بلاده.

## روابط خارجية
- تشاد ديرينغ على موقع الاتحاد الدولي (مؤرشف)  (الإنجليزية)
- تشاد ديرينغ على موقع الدوري الأمريكي (الإنجليزية)
- تشاد ديرينغ على موقع قاعدة بيانات كرة القدم.إي يو (الإنجليزية)
- تشاد ديرينغ على موقع بيانات كرة القدم. دي إي (الألمانية)
- تشاد ديرينغ على موقع ناشيونال فوتبول تيمز (الإنجليزية)
- تشاد ديرينغ على موقع عالم كرة القدم.نت (الإنجليزية)